# Panhispanisme
Le panhispanisme est un mouvement idéologique qui défend l'intégration et la coopération égalitaire des peuples, pays et communautés de langue espagnole ou de culture hispanique, plus particulièrement l'Amérique hispanique, non seulement dans le milieu culturel, mais aussi social, économique et même politique.

## Histoire

### Origines
Avec l'arrivée des explorateurs espagnols en Amérique et la postérieure colonisation et conquête, un processus d'assimilation culturelle des habitants du nouveau monde commença. Ce processus commença dans le milieu religieux, en accord avec l'idée du devoir d'évangélisation globale qui régnait à cette époque dans la péninsule ibérique, réminiscence de l'universalisme médiéval. En même temps, ce processus dériva en un transfert de la langue et des coutumes des habitants de la péninsule et à une réelle similitude entre les cultures des territoires américains et les royaumes ibériques.
De plus, l'Espagne et le Portugal sont réunis à partir de 1580 avec la création de l'Union ibérique. Durant cette période les territoires ibériques et américains des deux nations sont sous une même entité politique. Malgré tout, le soulèvement du Portugal de 1640, marqué par en le contexte de crise de cette période, mit fin à cette situation.
Avec près de trois siècles de présence espagnole en Amérique, la langue espagnole va s'implanter progressivement dans la population, mais la politique centraliste espagnole, entre autres causes, finit par provoquer le soulèvement des colonies. Ainsi, avec l'indépendance des anciennes colonies, le nombre d'hispanophones qui habite le nouveau continent dépasse déjà celui des péninsulaires.
Dans les années qui suivent l'indépendance, il n'existe plus aucune relation politique entre les nations nouvellement créées et l'Espagne, à part quelques actions espagnoles comme l'attaque par la flotte espagnole des ports de Callao et Valparaíso (ce dernier pour le soutien apporté par le Chili au Pérou) pour demander le remboursement des dettes que le Pérou maintenait avec l'Espagne depuis l'époque vice-royale. De plus, pendant le XIXe siècle se succèdent quelques guerres entre les nouvelles nations américaines, comme la Guerre du Pacifique, la Guerre de la Triple Alliance ou la Guerre entre le Mexique et les États-Unis, qui vont secouer la stabilité de la zone et éloigner les idées bolivariennes d'unification et de coopération entre les ex-colonies.

### L'apparition du panhispanisme
Juste après l'indépendance, apparaît dans les nouvelles nations l'idée d'une intégration mutuelle, pour contrer les États-Unis. Cette nouvelle idée du panhispanisme, non seulement ne se matérialise pas, mais en plus les États initiaux du Pérou, de la Grande Colombie, ou des Provinces-Unies d'Amérique centrale, se dynamitent en autres États plus petits, qui à leur tour, dans beaucoup de cas, finissent par se confronter dans des conflits frontaliers. Mais l'idée d'une unification restera latente dans l'idéologie locale, plus particulièrement en Amérique du Sud.
Avec l'arrivée du XXe siècle, la situation des hispanoaméricains empire, jusqu'à arriver à une situation dans laquelle, dans beaucoup de milieux, les États-Unis ont repris l'ancien rôle de l'Espagne et interfèrent continuellement dans la politique des nations iberoaméricaines. Cette politique des États-Unis, connue comme panaméricanisme, ravive le sentiment d'union entre les pays s'étant émancipés de l'Espagne.
Au même moment en Espagne, plus particulièrement après le désastre de 1898, on comprend le nouveau rôle que les États-Unis tentent d'assumer, et dans l'ancienne Métropole apparaît un mouvement de rapprochement avec les anciennes colonies. Malgré tout l'effet de ce mouvement est assez faible, sûrement parce que le rapprochement avec l'Espagne est dû à quelques éléments rappelant l'ancienne période coloniale, plutôt qu'une union de pays, qui aurait à cette époque été totalement novatrice. Dans les ex-colonies, on voit mal un rapprochement excessif, de peur d'une nouvelle prépondérance de l'Espagne dans la région. À ces facteurs on peut ajouter l'opposition des États-Unis, qui craignent l'apparition d'une nouvelle puissance qui puissent contrebalancer sa déjà visible prédominance dans la politique internationale.

### Le panhispanisme socialiste
Le mouvement panhispaniste réapparaît en Amérique hispanique avec l'arrivée des idéologies socialistes dans la région. À cette époque il n'existe toujours aucune relation avec Espagne, parce que celle-ci est sous le régime franquiste, et le mouvement panhispaniste américain de cette période est d'une idéologie totalement contraire.
Ce mouvement est marqué par les luttes ouvrières qui ont lieu en Amérique hispanique durant la seconde moitié du XXe siècle, avec des succès comme la révolution cubaine et les marches révolutionnaires de Che Guevara. Dans son idéologie se trouvent beaucoup d'idées égalitaires, comme le rapprochement entre les peuples hispaniques.

### Le panhispanisme récent
Le principal moteur de l'union actuelle est le Mercosur, qui à l'image de l'Union européenne, tente de rassembler les nations ibéroaméricaines[Interprétation personnelle ?], en commençant par le milieu économique, indispensable pour produire un rapprochement culturel, social ou politique, dans une situation de véritable égalité. Malgré tout l'organisation ne se trouve pas dans sa meilleure période, avec l'arrivée d'institutions parallèles, avec des idéologies différentes mais des attributions similaires, ce qui rend difficile un possible processus d'union.
En Espagne, avec la chute du franquisme, les relations avec l'Amérique hispanique se trouvent dans leur meilleure situation historique. L'Espagne, en tant qu'unique représentant hispanique de l'Union européenne, défend les intérêts de l'Amérique hispanique dans la politique internationale de celle-ci. De plus, plus particulièrement à partir des années 1990, l'Espagne a considérablement augmenté ses investissements en Amérique hispanique, devenant le principal acteur socio-commercial de la zone. Le budget espagnol destiné au développement des régions défavorisées du globe, est majoritairement destiné aux pays les plus pauvres d'Amérique hispanique, et l'Espagne reçoit la majeure partie de l'immigration sud-américaine, majoritairement bolivienne, colombienne, équatorienne et péruvienne.
Malgré tout, cela n'a pas créé une situation qui puisse déboucher sur une organisation supranationale préhispanique[Quoi ?], une sorte d'« Union hispanique », sûrement à cause du refus des pays hispano-américains de se voir, à nouveau, sous une excessive influence étrangère, mais aussi à cause de l'Espagne, qui se trouve de plus en plus intégrée au milieu des pays européens, ce qui rendrait difficile l'appartenance à une seconde organisation.

## Situation actuelle

### Mouvement panhispaniques
La situation actuelle en Amérique hispanique est confuse. D'un côté, il existe un sentiment de rapprochement et d'union entre les nations, mais jusqu'à présent la majorité des projets peine à avancer. De plus il existe une multitude d'institutions et de sommets parallèles qui abordent les mêmes thèmes de façon analogue. L'un des plus importants est le Sommet ibéro-américain, qui a lieu chaque année dans un pays différent. À ce sommet participent l'Andorre, l'Argentine, la Bolivie, le Brésil,la Colombie, le Costa Rica, Cuba, le Chili, l'Équateur, le Salvador, l'Espagne, le Guatemala, le Honduras, le Mexique, le Nicaragua, le Panama, le Paraguay, le Pérou, le Portugal, la République dominicaine, l'Uruguay, le Venezuela et parfois le Porto Rico ; c'est-à-dire tous les pays de culture Hispanique (ou du moins Ibérique), cette organisation est donc la plus grande réunion de pays hispaniques. D'autres pays africains et asiatiques de culture ibérique ont la possibilité de rejoindre cette organisation ; il s'agit de l'Angola, du Cap Vert, des Philippines, de la Guinée Bissau, de la Guinée équatoriale, du Mozambique, de Sao Tomé-et-Principe, du Timor oriental ou encore du Sahara occidental, qui est un territoire sous le contrôle militaire du Maroc, qui a d'ailleurs formellement demandé sa participation aux sommets. Le premier Sommet ibéro-américain a eu lieu à Mexico en 1991. Ses objectifs sont les suivants :
- Examiner conjointement les difficultés auxquelles sont confrontées les nations Ibéro-américaines.
- Concerter les programmes politiques des gouvernements ibéro-américains
- Contribuer à un futur pacifié, au bien-être des populations et à une égalité sociale.
- Fonder un projet de coopération ibéro-Américaine.
- Créer une conférence ibéro-américaine réunissant les chefs d'État et de gouvernement des États souverains américains et européens de langues et cultures ibériques.

En réponse à cette organisation, les États-Unis ont créé le Sommet Américain. Cette organisation a été vivement critiquée dès ses débuts, puisqu'elle est vue comme une nouvelle tentative des États-Unis d'affirmer leur hégémonie sur le continent. Elle est donc vue comme une organisation impérialiste.

### Critiques du panhispanisme
Certains auteurs et politiciens continuent de croire, aujourd'hui encore, qu'un rassemblement des nations hispaniques finisse par la domination de pays éloignés. Les craintes ne se portent pas uniquement sur l'Espagne, mais aussi sur des pays hispaniques puissants comme le Mexique ou l'Argentine.
D'autres détracteurs ne critiquent pas le contenu, mais la forme. De nombreux mouvements misent sur un rassemblement des pays hispaniques, mais par l'intermédiaire d'un système exclusivement régi par le socialisme, tout comme il avait été tenté durant la deuxième moitié du XXe siècle.

## Pays et territoires historiquement liés à l'hispanité
D'autres pays ayant fait partie de l'Empire espagnol ou de l'Empire portugais ne sont pas considérés comme faisant partie de l'hispanité, de l'Ibéro-Amérique ou de la lusophonie, même si certaines organisations les considèrent comme tels, par exemple la Communauté des pays de langue portugaise. Les Philippines et la Guinée équatoriale ont par exemple pu être intégrées au Sommet ibéro-américain. D'autres pays ayant eu une histoire commune avec l'Espagne ont sollicité leur intégration à ce sommet, par exemple la Belgique, l'Italie et le Maroc, mais aussi Bélize et Haïti, qui, bien qu'ayant une histoire principalement anglaise ou française, ont également un lien historique avec l'Espagne.